# Britain's Got Talent
Britain's Got Talent (Британија има таленат) је британска телевизијска емисија ITV телевизије и део је Гот талент серијала. Водитељски пар Ент и Дек имају задатак да широм Краљевства пронађу талентоване извођаче глуме, певања, гимнастике, игре, или неке друге способности, свих узраста. Такмичари се надмећу за награду од 100.000 британских фунти и шансу да своје умеће покажу на гала вечери Ројал верајети перфоманс (Royal Variety Performance) пред члановима краљевске породице, укључујући и краљицу. Таленте оцењује стручни жири састављен од три члана (у појединим случајевима постоји и четврти члан).
Први серијал ове емисије одржан је од 9. до 17. јуна 2007, а победник је био Пол Потс. Џорџ Сампсон, улични играч, који је учествовао и у првом серијалу, проглашен је 31. маја 2008. за најталентованију особу шоуа. Трећи серијал почео је 11. априла 2009. и трајао је до 30. маја. Пред око 19.2 милиона гледалаца победила је плесачка група Дајверсити.